# SFロマン文庫
『SFロマン文庫』（SFロマンぶんこ）は、岩崎書店より1986年に刊行されたSF小説の叢書。四六版。

## 一覧
- 1.『第四惑星の反乱』（Revolt on Alpha C、R・シルヴァーバーグ、中尾明訳）
- 2.『太陽系の侵入者』（Lucky Starr and the Rings of Saturn、ポール・フレンチ、塩谷太郎訳）
- 3.『わすれられた惑星』（The Forgotten Planet、マレイ・ラインスター、矢野徹訳）
- 4.『宇宙人アダム・トロイ』（Adam Troy、M・パチェット、白木茂訳）
- 5.『うしなわれた世界』（The Lost World、コナン・ドイル、土居耕訳）
- 6.『まぼろしのペンフレンド』（眉村卓）
- 7.『アーサー王とあった男』（A Connecticut Yankee in King Arthur's Court、マーク・トウェーン、亀山龍樹訳）
- 8.『迷宮世界』（福島正実）
- 9.『生きている首』（Голова профессора Доуэля、A・ベリャーエフ、飯田規和訳）
- 10.『作戦NACL』（光瀬龍）
- 11.『宇宙怪獣ラモックス』（The Star Beast、R・ハインライン、福島正実訳）
- 12.『大氷河の生存者』（Time of the Great Freeze、R・シルヴァーバーグ、長谷川甲ニ訳）
- 13.『宇宙の勝利者』（Space Winners、G・ディクスン、中上守訳）
- 14.『時間と空間の冒険（世界のSF短編集）』（福島正実編、中山正美, 金森達訳）

「人工宇宙の恐怖」（Fessenden's World、エドモンド・ハミルトン）
「AL76号の発明」（Robot AL-76 Goes Astray）、アイザック・アシモフ）
「宇宙少女アン」（Bettyann、クリス・ネヴィル）
「大英博物館の盗賊」（All the Time in the World、アーサー・C・クラーク）
「武器なき世界」（The Report on the Barnhouse Effect、カート・ヴォネガット・ジュニア）
「次元旅行」（Elsewhen、ロバート・A・ハインライン
「この宇宙のどこかで」（Transfusion、チャド・オリバー）
「未来からきた男」（Of Time and the Third Avenue、アルフレッド・ベスター）
「ロボット植民地」（Exploration Team from Colonial Survey、マレイ・ラインスター）
- 15.『宇宙紀元ゼロ年』（33 марта. 2005 год 、ビタリ・メレンチェフ、北野純訳）
- 16.『タイムカプセルの秘密』（Vault of the Ages、ポール・アンダースン、内田庶訳）
- 17.『超世界への旅（日本のSF短編集）』（福島正実編）

「遠くはるかに」（福島正実）
「少女」（眉村卓）
「あばよ! 明日の由紀」（光瀬龍）
「無抵抗人間」（石原藤夫）
「色をなくした町」（中尾明）
「わたしたちの愛する星の未来は」（北川幸比古）
「サイボーグ」（矢野徹）
「白いラプソディー」（福島正実）
「ぼくたちは見た!」（眉村卓）
「悪魔の国から来た少女」（福島正実）
- 18.『なぞの第九惑星』（The Secret of the Ninth Planet、ドナルド・ウォルハイム、白木茂訳）
- 19.『宇宙大オリンピック』（Studium Beyond the Stars、ミルトン・レッサー、矢野徹訳）
- 20.『フェニックス作戦発令』（福島正実）
- 21.『タイムマシン』（The Time Machine、H・G・ウェルズ、塩谷太郎訳）
- 22.『宇宙人ビッグスの冒険』（Lancelot Biggs: Spaceman、ネルソン・ボンド、亀山龍樹訳）
- 23.『宇宙の漂流者』（The Surviors、トム・ゴドウィン、中上守訳）
- 24.『消えた土星探検隊』（Missing Men of Saturn、フィリップ・レーサム、塩谷太郎訳）
- 25.『百万の太陽』（福島正実）
- 26.『宇宙の密航少年』（The Stowaways、R・M・イーラム、白木茂訳）
- 27.『凍った宇宙』（The Frozen Planet、パトリック・ムーア、福島正実訳）
- 28.『木星のラッキー・スター』（Lucky Starr and Moons of Jupiter、ポール・フレンチ、土居耕訳）
- 29.『まぼろしの支配者』（草川隆）
- 30.『夢みる宇宙人』（Planet of the Dreamers、ジョン・D・マクドナルド、常盤新平訳）